# Egesina mystica
Egesina mystica là một loài bọ cánh cứng trong họ Cerambycidae.